# 질산 나트륨
질산 나트륨(Sodium nitrate)은 NaNO3의 화학식을 가지는 화합물이다. 이 염은 칠레와 페루에 많은 양이 있기 때문에 칠레 초석 또는 페루 초석으로도 알려져 있으며, 성분이 질산 칼륨인 일반 초석(saltpeter)과는 다르다. 이 염은 흰색 고체로서 물에 매우 잘 녹는다. 광물상은 nitratine, nitratite 또는 soda niter라고도 알려져 있다.
질산 나트륨은 비료, 불꽃놀이, 연막탄, 흡습제, 식품 보존료, 고체 로켓 연료 뿐만 아니라 유리, 도자기, 법랑의 성분으로 쓰인다. 이 화합물은 이러한 목적으로 광범위하게 채취된다.
308 °C에서 녹고, 380 °C에서 분해된다.

## 합성
1번째 방법
2 HNO3 + Na2CO3 → 2 NaNO3 + H2O + CO2
HNO3 + NaHCO3 → NaNO3 + H2O + CO2
2번째 방법
HNO3 + NaOH → NaNO3 + H2O
3번째 방법
NH4NO3 + NaOH → NaNO3 + NH4OH
NH4NO3 + NaHCO3 → NaNO3 + NH4HCO3
2NH4NO3 + Na2CO3 → 2NaNO3 + (NH4)2CO3